# Región de las Tierras Altas
La región de las Tierras Altas (oficialmente: Highlands Region) es una de las cuatro regiones que reagrupan las provincias del Estado Independiente de Papúa Nueva Guinea. Ocupa la parte nororiental del país y se encuentra subdivida en siete provincias:
1. Enga
2. Hela
3. Jiwaka
4. Simbu
5. Tierras Altas Occidentales
6. Tierras Altas Orientales
7. Tierras Altas del Sur

## Geografía
La región de las Tierras Altas formaron parte de la dependencia británica denominada Territorio de Papúa y también de la Nueva Guinea Alemana.
Abarca una extensión territorial de 62.400 kilómetros cuadrados y tiene una población de 1.973.996 habitantes. Al sur y al este de esta región se encuentra la región de Papúa, mientras que al norte y al oeste se ubica la región de Momase.

## Función
Las regiones tradicionales de Papúa Nueva Guinea no constituyen unidades administrativas ni desempeñan un papel económico ni político. Pero se recurre a ellas frecuentemente en estadísticas y documentos oficiales producidos por las autoridades papuanas, así como en folletos de información, turísticos u otros, para clasificar las 19 provincias del país en cuatro unidades de mayor rango.